# Cyprien i Daphrose Rugamba
Cyprien (ca. 1935–1994) i Daphrose Rugamba (ca. 1944–1994) foren una parella casada de Ruanda, que va introduir la Renovació Carismàtica Catòlica i la Comunitat de l'Emmanuel al seu país el 1990, i van ser assassinats en el genocidi ruandès de 1994. La causa de la seva canonització a l'Església Catòlica es va obrir el 2015.

## Biografia
Cyprian [Sipiriyani] Rugamba va estudiar història a Burundi i a Bèlgica. Tenia un talent per a la poesia, la música i la coreografia, amb un interès particular per les formes d'art ancestral a Ruanda. Va servir com a director de l'Institut Nacional Ruandès d'Estudis Científics a Butare.
Daphrose [Daforoza] Mukasanga era mestra d'escola, nascuda a la mateixa vila de Cyanika al sud de Ruanda com a Cyprian. Es van casar en 1965, però la relació no va ser fàcil; Cyprian va descuidar Daphros i li va ser infidel, el que va conduir a una separació. En 1982 Cyprian, que havia perdut la seva fe catòlica, va tenir una experiència religiosa al santuari de la Mare de Déu de Kibeho que va restaurar el seu matrimoni. Es van traslladar a Kigali, on van establir un centre d'alimentació per a nens del carrer.
van contactar amb la Comunitat de l'Emmanuel en 1989 a través de Fidesco i van anar de pelegrinatge a Paray-le-Monial. Quan van tornar a Ruanda, van obrir una casa (un grup de distribució setmanal). El primer cap de setmana de la comunitat va tenir lloc els dies 22 i 23 de setembre de 1990, establint així la comunitat d'Emmanuel en aquesta nació.
La independència de la República de Ruanda va provocar tensions ètniques entre els pobles hutus i tutsis. Cyprien i Daphrose van defensar la pau. Cyprien va aconsellar al president Juvénal Habyarimana que aturés el registre de l'ètnia en les targetes d'identitat. Li va advertir que aquesta postura el situaria en una llista d'objectius. La parella fou assassinada, amb sis dels seus deu fills, el 7 d'abril de 1994, un dia després de l'assassinat del president, que va marcar el començament del genocidi ruandès.

## Llegat
El 1992, els Rugambas van iniciar un centre a Kigali per alimentar i educar els nens del carrer. Des de 1995, després del genocidi, aquest centre ha estat gestionat per Fidesco. Es denomina Centre Cyprien et Daphrose Rugamba (CECYDAR). En 2015 Cyprien i Daphrose Rugamba foren declarats "heroics en virtut", el que marcava l'inici del procés formal cap a la canonització com a sants reconeguts per l'Església Catòlica.